# 八幡製鐵所

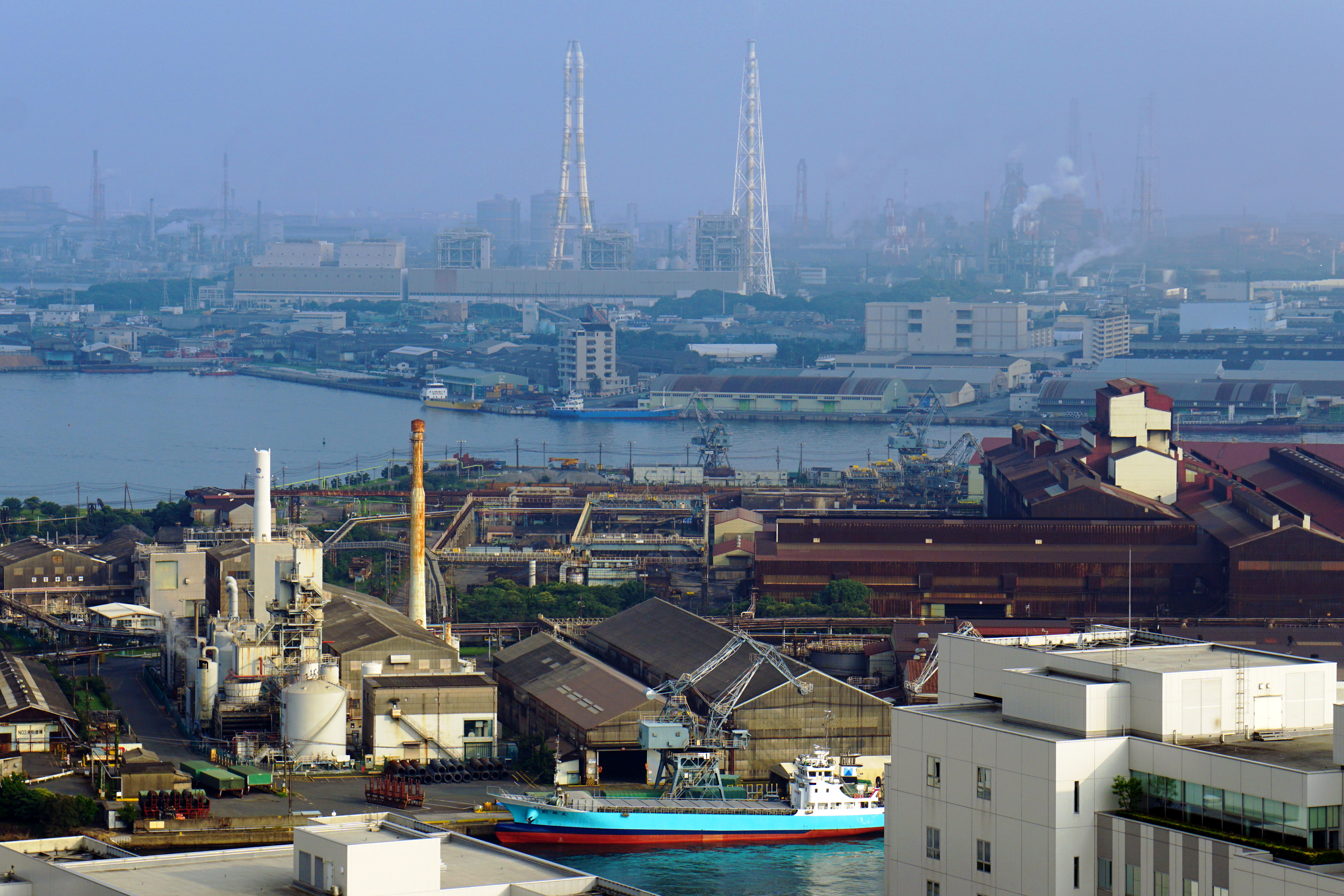
八幡製鐵所

八幡製鐵所（日语：／ Yahata seitetsusho */?）是位於日本福岡縣北九州市的製鋼廠（一貫作業煉鋼廠），由日本製鐵經營，開業於1901年，是日本歷史最悠久的製鋼廠之一。目前分為兩大廠區，分別為位於北九州市戶畑區與八幡東區的「八幡地區」，以及位於同市小倉北區的「小倉地區」。
由於見證日本的現代化革命，八幡製鐵所的舊本事務所（總辦公室）、修繕工場、舊鍛冶工場、遠賀川水源地幫浦室（最後者位於福岡縣中間市）等設施，被日本政府選為世界遺產候選名單「明治日本的工業革命遺跡」的一部分，並在2015年成功獲得登錄。

## 历史

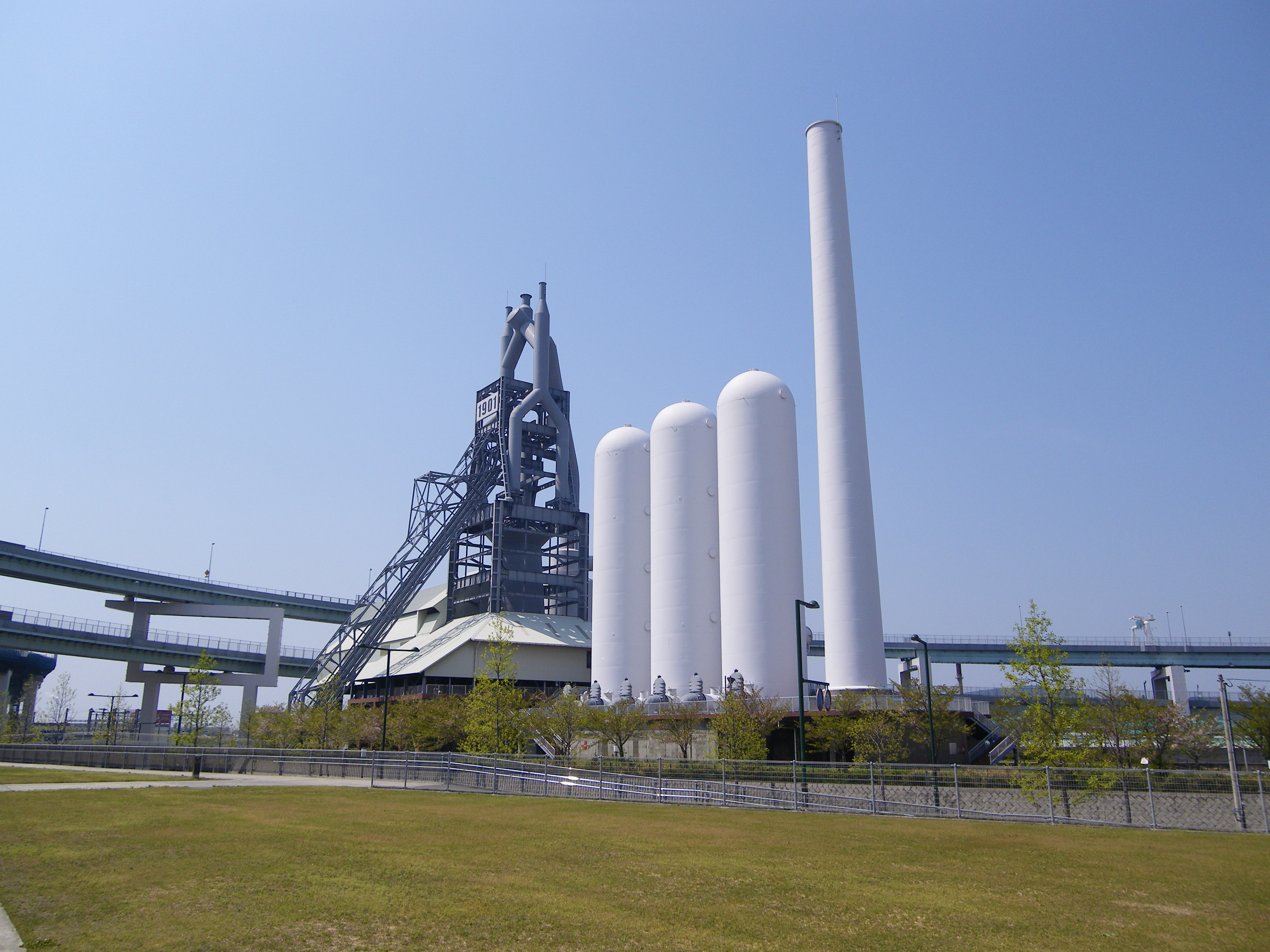
廠內第一座高爐「東田第一高爐」，現已停爐成為觀光景點。上懸象徵其投產年份的「1901」字樣。

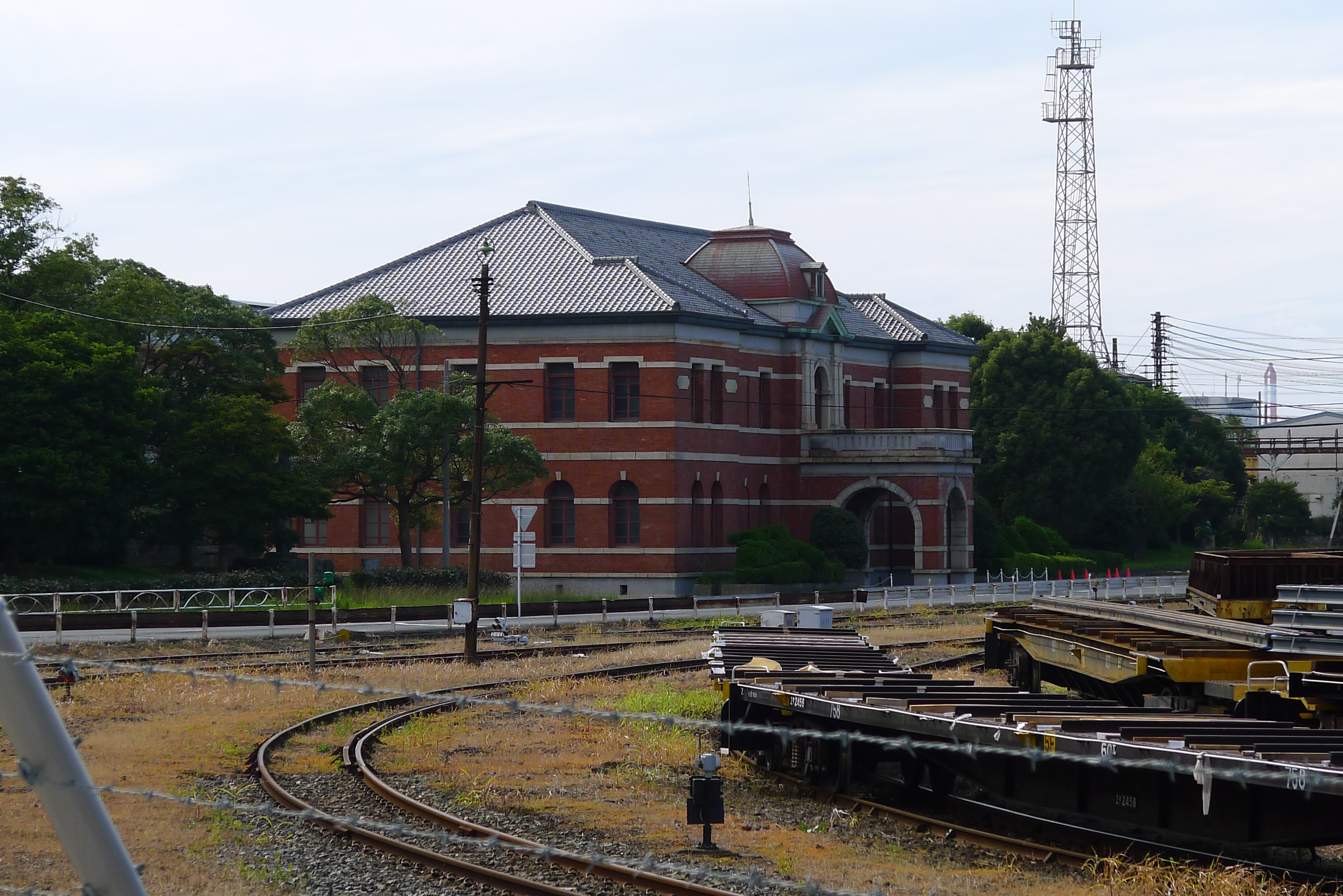
現已登錄為世界遺產的舊本事務所

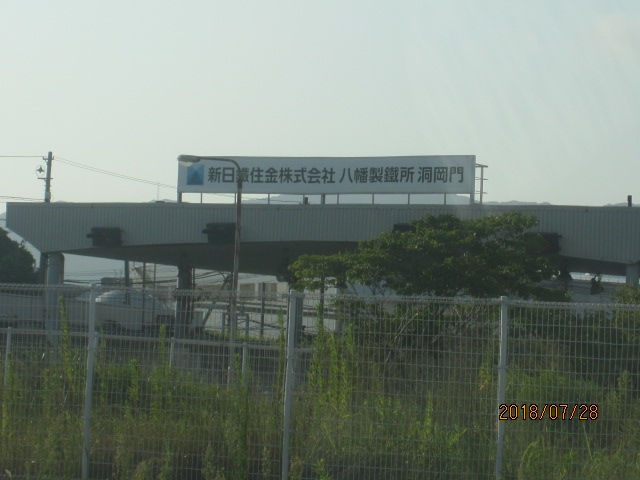
八幡製鐵所洞岡門

八幡製鐵所在1901年以「官營製鐵所」之名開業，是日本第二座製鋼廠，僅次於1887年開業的釜石礦山田中製鋼所（今日本製鐵釜石製鐵所）。開業之初為獨立之國營工廠，至1934年與其他民營業者合併為日本製鐵（舊法人）。在二戰結束前，八幡製鐵所是日本產量第一的煉鋼廠，當時日本全國超過一半的鋼鐵由這裡產出。由於在日本製造供應鏈佔有重要地位，二戰時也成為盟軍的攻擊目標，1944年6月美国轰炸八幡即以該廠為首要標的，但受損輕微。
二戰後的1950年，日本製鐵在盟軍占領當局的大型企業解體政策下被解體，其中八幡製鐵所分拆為獨立公司，稱為八幡製鐵。1970年，八幡製鐵與富士製鐵合併為新日本製鐵，2012年又與住友金屬工業合併為新日鐵住金（現日本製鐵），八幡製鐵所均為旗下工廠之一。2014年4月，八幡製鐵所將鄰近同屬新日鐵住金旗下的小倉製鐵所併入，同時統整為八幡（原八幡製鐵所）、小倉（原小倉製鐵所）兩大廠區。
從官營時期到日鐵時期，八幡製鐵所的產品種類較為多元，包括鋼板、條鋼、以及製造武器所需的合金鋼等；但進入八幡製鐵時期後，由於其他鋼鐵廠的投產，生產品項逐漸減少，現在以生產表面處理鋼板、電磁鋼等薄型鋼板為主，並保留一定的條鋼與鋼管產能。
八幡與小倉2個製鋼所在2012年合併時，粗鋼年產量分別為355萬噸與124萬噸。合併後的廠區總面積約1,112萬平方公尺，員工總數達4,206人（2016年會計年度統計）。

## 腳註
1. 1 2 3  石田宗久(2014年4月1日). “新日鉄住金:新「八幡」きょう誕生 2製鉄所統合、「小倉」は残らず”. 毎日新聞 (毎日新聞社)
2. ↑   (PDF).   [2017-02-22]. （原始内容存档 (PDF)于2017-02-22）.
3. ↑  .   [2018-01-29]. （原始内容存档于2018-11-03）.

## 外部連結
- 日本製鐵八幡製鐵所 （页面存档备份，存于）（日語）
- 八幡東田総合開発